# Adlum
Adlum ist die östlichste Ortschaft der Gemeinde Harsum im niedersächsischen Landkreis Hildesheim.

## Geografie
Adlum liegt inmitten der Hildesheimer Börde in der Nähe des Bruchgrabens.

## Geschichte
Auf eine erste Besiedlung während der Jungsteinzeit weist die etwa 7000 Jahre alte jungsteinzeitliche Bestattung in Adlum hin, die 2020 beim Bau eines Gebäudes entdeckt wurde. Sie entstammt einer Zeit, in der sich erstmals Menschen auf den fruchtbaren Lössböden der Hildesheimer Börde niederließen.
Die Geschichte des heutigen Dorfes reicht möglicherweise bis in die Völkerwanderungszeit zurück. Die älteste urkundliche Erwähnung erfolgte im Jahr 1144. Die weitere Entwicklung war eng mit dem Hochstift Hildesheim und der Dompropstei verbunden. Nach wechselnden Besitz- und Konfessionsverhältnissen während des Reformationsjahrhunderts waren Kirche und Dorf seit dem Dreißigjährigen Krieg mit dem Borsumer Kaspel und den übrigen Stiftsdörfern katholisch.
Die erste St.-Georgs-Kirche bestand vermutlich schon um 1300. Der heutige Bau wurde zwischen 1755 und 1765 errichtet und enthält ein um 1250 datiertes Triumphkreuz, das ursprünglich aus dem Augustinerchorherrenstift St. Bartholomäus zur Sülte in Hildesheim stammt.
Adlum war und ist vorwiegend landwirtschaftlich geprägt und hat ein reges Vereinsleben.

### Eingemeindungen
Zur Gebietsreform in Niedersachsen wurde Adlum am 1. März 1974 in die Gemeinde Harsum eingegliedert.

### Einwohnerentwicklung
| Jahr | Einwohner | Quelle |
| ---- | --------- | ------ |
| 1885 | 492       | [ 5 ]  |
| 1910 | 491       | [ 6 ]  |
| 1925 | 463       | [ 5 ]  |
| 1933 | 469       | [ 5 ]  |
| 1939 | 451       | [ 5 ]  |
| 1950 | 899       | [ 7 ]  |
| 1956 | 642       | [ 7 ]  |

| Jahr | Einwohner | Quelle |
| ---- | --------- | ------ |
| 1973 | 586       | [ 1 ]  |
| 1980 | 597       | [ 2 ]  |
| 1990 | 574       | [ 2 ]  |
| 2000 | 602       | [ 2 ]  |
| 2010 | 623       | [ 2 ]  |
| 2015 | 570       | [ 2 ]  |
| 2019 | 548       | [ 2 ]  |

|  |

## Religion
Die katholische Kirchengemeinde, die über die aus dem 18. Jahrhundert stammende St.-Georg-Kirche in der Kirchstraße 27 verfügt, gehört seit dem 1. November 2014 zur Pfarrei St. Martinus mit Sitz in Borsum, im Dekanat Borsum-Sarstedt. Seit 2009 unterstützt ein Förderverein den Erhalt der Kirche. Der katholische Kindergarten St. Antonius befindet sich in der Ahstedter Straße 14.

## Politik

### Ortsrat
Der Ortsrat, der den Ortsteil Adlum vertritt, setzt sich aus fünf Mitgliedern zusammen. Die Ratsmitglieder werden durch eine Kommunalwahl für jeweils fünf Jahre gewählt.
Bei der Kommunalwahl 2021 gewann die „Adlumer Wählergemeinschaft“ alle fünf Sitze.

### Ortsbürgermeister
Der Ortsbürgermeister ist Frank Müller (AWG). Sein Stellvertreter ist Tobias Hartmann (AWG).

### Wappen
| Wappen von Adlum | Blasonierung: „Auf silbernem Grund ein schwarzer Kirchturm.“ |
| Wappen von Adlum | Wappenbegründung: Vom silbernen Grunde sticht wirkungsvoll der schwarz gehaltene Kirchturm ab. Ein breites, hohes Tor mit rundem Bogenabschluss bringt Gliederung in den viereckigen Bau. Das niedere Helmdach steht nur wenig über. Ein Kreuz thront krönend auf der Spitze. Es ist das Wappen zweier Hildesheimer Domherren von Wenge, die die Adlumer Pfarrkirche 1770–1775 erbaut haben. Der erste, Levin Stephan mit Vornamen, war Generalvikar und Dompropst zu Hildesheim. Als Dompropstei war er allerdings im Rahmen des Fürstbistums Landherr der Dompropstei, zu der auch Adlum zählte. Der zweite, Friedrich Wilhelm, war Archidiakon zu Borsum und Adlum und hatte als solcher die Aufsicht über die Borsumer und Adlumer Kirche zu führen und ihre Pfarrer anzustellen. Beide Domherren starben um 1780. Bronzeplatten im Domkreuzgang zu Hildesheim zeigen ihre Ruhestätte an. Der Turm im Wappen erinnert an ein gutes Bild des niedersächsischen Landmannes. |

## Verkehr
ÖPNV
Adlum ist Endpunkt einer Buslinie des Regionalverkehr Hildesheim zum Hildesheimer ZOB.

## Persönlichkeiten

### Söhne und Töchter des Ortes
- Augustin Förster (1895–1963), Rechtsmediziner und Hochschullehrer
- Sigrun Paulsen (* 1945), Malerin

### Personen, die mit dem Ort in Verbindung stehen
- August Schaper (1840–1920), Orgelbauer, der vorwiegend im Bistum Hildesheim wirkte, er baute 1891 die Orgel der örtlichen kath. Kirche